# Castel Frentano
Castel Frentano é uma comuna italiana da região dos Abruzos, província de Chieti, com cerca de 3.909 habitantes. Estende-se por uma área de 21 km², tendo uma densidade populacional de 186 hab/km². Faz fronteira com Guardiagrele, Lanciano, Orsogna, Sant'Eusanio del Sangro.

## Demografia
| Variação demográfica do município entre 1861 e 2011                               |
|                                                                                   |
| Fonte: Istituto Nazionale di Statistica (ISTAT) - Elaboração gráfica da Wikipedia |